# Koszmosz–400
A Koszmosz–400 (oroszul: Космос–400) szovjet DSZ–P1–M típusú célműhold.

## Küldetés
Kijelölt pályán mozogva imitálni egy ballisztikus rakéta támadását, segítve a radaros felderítést, a légvédelem szerves egységeinek (irányítás, riasztás, imitált elfogás és gyakorló megsemmisítés) összehangolt működését.

## Jellemzői
Az ISZ típusú elfogó vadászműholdak teszteléséhez a dnyipropetrovszki OKB–586 (Juzsnoje) tervezőirodában kifejlesztett egyszerű és olcsó célműhold.
1971. március 18-án a Pleszeck űrrepülőtér 132/1-es indítóállásából egy Koszmosz–3M (11K65M) típusú hordozórakétával állították alacsony Föld körüli pályára. Ez volt a DSZ–P1–M típus harmadik indított példánya. A műhold keringési ideje 105 perc, a pálya elhajlása 65,8 fok volt. Az elliptikus pálya perigeuma 995 km, apogeuma 1016 km volt.
Könnyebb célobjektum, kisebb hordozórakéta, gazdaságosabb üzemeltetés, manőverezőképesség.
A műholdat 1971. április 4-én a Koszmosz–404 jelzéssel indított ISZ műhold megsemmisítette.